# Drusa (botanica)
Con il termine di druse si identificano i cristalli di ossalato di calcio presenti nei vacuoli delle piante quando appaiono sotto forma di prismi.
Questi cristalli sono presenti in molti organismi, dalle alghe alle angiosperme e alle gimnosperme, e sono stati trovati in più di 215 famiglie.
Le piante che producono ossalato, lo accumulano nell'ordine del 3%-80% del loro peso.